# Portia wui
Portia wui är en spindelart som beskrevs av Peng X., Li S. 2002. Portia wui ingår i släktet Portia och familjen hoppspindlar. Inga underarter finns listade i Catalogue of Life.